# Новикова, Анастасия Васильевна
Анастасия Васильевна Новикова (род. 26 июня 1992, Санкт-Петербург) — российская футболистка, нападающий.

## Клубная карьера
Воспитанница ФК «Аврора» (г. Санкт-Петербург). Позднее перешла в ФК «Искра» (Ленинградская область). В 2010 году перешла в любительский футбол, откуда получила приглашение в пляжный футбольный клуб «Сити», с которым завоевала бронзовые награды чемпионата России 2012 и 2013 года. В этом клубе играла до 2014 года. Позднее весь состав команды, включая тренерский штаб, перешёл под руководство ПФК «Кристалл»; клуб завоевал бронзу Чемпионата России в 2014 году. В 2015 году состав перешёл под руководство ФК «Звезда» и сразу же завоевал золото чемпионата России — 2015. В 2016 году «Звезда» стала второй в национальном первенстве, а в 2017 году смогла вернуть статус чемпиона России.
На международном уровне в составе «ЖФК Звезда» приняла участие во всех розыгрышах Women Euro Winners Cup (Кубок европейских чемпионов среди женских команд). В 2016 году «Звезда» стала третьей, в 2017 году — четвёртой, а в 2018 году — победителем турнира.
В 2019 году переехала в Москву и играет за команду ЖФК «Строгино».

### В сборной
Дебютировала в сборной России по пляжному футболу в её первом турнире — Кубке Европы среди женских команд 2018 года. Первый матч в составе провела 6 июля 2018 года против сборной Швейцарии; матч закончился победой российских футболисток со счётом 8:6, а Патрина отметилась голевой передачей. Сборная Россия стала победителем этого турнира, в финале обыграв Испанию со счётом 2:0.

## Достижения

### Клубные
- Победитель Women’s Euro Winners Cup: 2018[2]
- Бронзовый призёр Women’s Euro Winners Cup: 2016[3]
- Чемпион России (3): 2015, 2017, 2018[4]
- Серебряный призёр Чемпионата России (1): 2016
- Обладатель открытого Кубка Белоруссии (1): 2018[5]
- Серебряный призёр открытого Кубка Белоруссии (1): 2017
- Чемпион Санкт-Петербурга (2): 2017 (indoor), 2018
- Обладатель Кубка Санкт-Петербурга (5): 2016, 2017 (indoor), 2017, 2018 (indoor), 2018
- Бронзовый призёр чемпионата России 2012, 2013, 2014

### В сборной
- Кубок Европы по пляжному футболу среди женщин:
  - 2018
  - 2019